# Sengmen
Il Sengmen è una scuola di arti marziali cinesi che viene inserita nel novero delle Otto Grandi Scuole  del Sichuan (Sichuan ba da liupai, 四川八大流派) che rappresentano la porzione di Scuole di Pugilato di questa provincia appartenenti anche al Nanquan.

## Origini e Trasmissione
Si racconta che questa Scuola sia stata tramandata in epoca Qing da un certo Ma Chaozhu 马朝柱, definito Grande Cavaliere, che avrebbe tentato di assassinare l'imperatore Jiaqing 嘉庆 e perciò ricercato dalle autorità imperiali si sarebbe rifugiato in Sichuan. Per paura delle spie imperiali cambiò il proprio cognome in Zhao 赵 e siccome vendeva lino (Mabu 麻布) per vivere venne soprannominato Zhao Mabu. Egli studiò Shaolinquan.
Come allievi ebbe Niqiu 泥鳅, Huang Shan黄鳝, Li Houzi黎猴子, Liu Queba 刘阙巴, Jue Dengwu 觉登武, wei Dengyun 魏登云, Hou Shifu侯仕福, ecc.